# Jacques Rousseau (piragüista)
Jacques Rousseau (París, 30 de mayo de 1925 - 25 de mayo de 2009) fue un deportista francés que compitió en piragüismo en la modalidad de eslalon. Ganó dos medallas de oro en el Campeonato Mundial de Piragüismo en Eslalon de 1949, en las pruebas de C2 individual y por equipos.

## Palmarés internacional
| Campeonato Mundial | Campeonato Mundial | Campeonato Mundial | Campeonato Mundial |
| Año                | Lugar              | Medalla            | Competición        |
| ------------------ | ------------------ | ------------------ | ------------------ |
| 1949               | Ginebra (Suiza)    | Medalla de oro     | C2 individual      |
| 1949               | Ginebra (Suiza)    | Medalla de oro     | C2 por equipos     |